# Nederländerna i olympiska sommarspelen 2012
Nederländerna deltog vid de olympiska sommarspelen 2012 i London, Storbritannien, som arrangerades mellan den 27 juli och den 12 augusti 2012.

## Medaljörer
| Medalj | Namn | Sport      | Gren                      |
| ------ | --- | ---------- | ------------------------- |
| Guld   | Marianne Vos | Cykling    | Damernas linjelopp        |
| Guld   | Epke Zonderland | Gymnastik  | Herrarnas räck            |
| Guld   | Nederländernas damlandslag i landhockey | Landhockey | Damernas turnering        |
| Guld   | Dorian van Rijsselberghe | Segling    | Herrarnas RS:X            |
| Guld   | Ranomi Kromowidjojo | Simning    | Damernas 50 m frisim      |
| Guld   | Ranomi Kromowidjojo | Simning    | Damernas 100 m frisim     |
| Silver | Nederländernas herrlandslag i landhockey | Landhockey | Herrarnas turnering       |
| Silver | Adelinde Cornelissen | Ridsport   | Individuell dressyr       |
| Silver | Gerco Schröder | Ridsport   | Individuell hoppning      |
| Silver | Marc Houtzager Gerco Schröder Maikel van der Vleuten Jur Vrieling                                                                                              | Ridsport   | Laghoppning               |
| Silver | Marit Bouwmeester | Segling    | Damernas 470              |
| Silver | Inge Dekker Femke Heemskerk Ranomi Kromowidjojo Marleen Veldhuis Hinkelien Schreuder*                                                                          | Simning    | Damernas 4x100 m frisim   |
| Brons  | Laura Smulders | Cykling    | Damernas BMX              |
| Brons  | Teun Mulder | Cykling    | Herrarnas keirin          |
| Brons  | Edith Bosch | Judo       | Damernas 70 kg            |
| Brons  | Henk Grol | Judo       | Herrarnas 100 kg          |
| Brons  | Adelinde Cornelissen Edward Gal Anky van Grunsven | Ridsport   | Lagdressyr                |
| Brons  | Chantal Achterberg Claudia Belderbos Carline Bouw Sytske de Groot Annemiek de Haan Nienke Kingma Anne Schellekens Roline Repelaer van Driel Jacobine Veenhoven | Rodd       | Damernas åtta med styrman |
| Brons  | Lobke Berkhout Lisa Westerhof | Segling    | Damernas 470              |
| Brons  | Marleen Veldhuis | Simning    | Damernas 50 m frisim      |

## Badminton
I badminton deltog Nederländerna med en idrottare.
| Spelare | Gren      | Gruppnivå                          | Gruppnivå                        | Gruppnivå         | Gruppnivå                   | Eliminering       | Kvartsfinal       | Semifinal         | Final / brons     | Final / brons |
| Spelare | Gren      | Motståndare Poäng                  | Motståndare Poäng                | Motståndare Poäng | Placering                   | Motståndare Poäng | Motståndare Poäng | Motståndare Poäng | Motståndare Poäng | Placering     |
| ------- | --------- | ---------------------------------- | -------------------------------- | ----------------- | --------------------------- | ----------------- | ----------------- | ----------------- | ----------------- | ------------- |
| Jie Yao | Damsingel | Ingólfsdóttir (ISL) W 21–12, 25–23 | Stapušaitytė (LTU) W 21–16, 21–7 | 1 Q               | Nehwal (IND) L 14–21, 16–21 | Gick inte vidare  | Gick inte vidare  | Gick inte vidare  | Gick inte vidare  |               |

## Bordtennis
Nederländerna deltog med ett damlag i damernas lagtävling. Två av deltagarna, Jie Li och Jiao Li, tävlade också i damernas individuella tävling.
Damer
| Spelare                     | Gren   | Inledande omgång     | Runda 1              | Runda 2              | Runda 3              | Runda 4              | Kvartsfinal          | Semifinal            | Final                | Final            |
| Spelare                     | Gren   | Motståndare Resultat | Motståndare Resultat | Motståndare Resultat | Motståndare Resultat | Motståndare Resultat | Motståndare Resultat | Motståndare Resultat | Motståndare Resultat | Placering        |
| --------------------------- | ------ | -------------------- | -------------------- | -------------------- | -------------------- | -------------------- | -------------------- | -------------------- | -------------------- | ---------------- |
| Li Jiao                     | Singel | bye                  | bye                  | bye                  | Pesotska (UKR) W 4–0 | Samara (ROU) W 4–2   | Li Xx (CHN) L 0–4    | Gick inte vidare     | Gick inte vidare     | Gick inte vidare |
| Li Jie                      | Singel | bye                  | bye                  | bye                  | Partyka (POL) W 4–2  | Fukahara (JPN) L 4–3 | Gick inte vidare     | Gick inte vidare     | Gick inte vidare     | Gick inte vidare |
| Li Jiao Li Jie Elena Timina | Lag    | i.u.                 | i.u.                 | i.u.                 | i.u.                 | Egypten W 3–0        | Kina L 0–3           | Gick inte vidare     | Gick inte vidare     | Gick inte vidare |

## Bågskytte
Nederländerna deltog med 1 deltagare vid OS 2012. 
| Bågskytt         | Gren                   | Ranking-runda | Ranking-runda | 32-delsfinal              | Sextondelsfinal         | Åttondelsfinal         | Kvartsfinal              | Semifinal                | Final                  | Final |
| Bågskytt         | Gren                   | Poäng         | Seedning      | Motståndare Poäng         | Motståndare Poäng       | Motståndare Poäng      | Motståndare Poäng        | Motståndare Poäng        | Motståndare Poäng      | Pl.   |
| ---------------- | ---------------------- | ------------- | ------------- | ------------------------- | ----------------------- | ---------------------- | ------------------------ | ------------------------ | ---------------------- | ----- |
| Rick van der Ven | Herrarnas individuella | 671           | 16            | Henckels (LUX) (49) W 6–2 | Gankin (KAZ) (17) W 7–1 | Im D-h (KOR) (1) W 7–1 | Kuo C-w (TPE) (40) W 6–0 | Furukawa (JPN) (5) L 5–6 | Dai Xx (CHN) (7) L 5–6 | 4     |

## Cykling

### Landsväg
Damer
| Cyklist              | Gren               | Tid     | Placering |
| -------------------- | ------------------ | ------- | --------- |
| Loes Gunnewijk       | Damernas linjelopp | OTL     | OTL       |
| Ellen van Dijk       | Damernas linjelopp | OTL     | OTL       |
| Ellen van Dijk       | Damernas tempolopp | 38.53   | 8         |
| Annemiek van Vleuten | Damernas linjelopp | 3:35:56 | 14        |
| Marianne Vos         | Damernas linjelopp | 3:35.29 | 1         |
| Marianne Vos         | Damernas tempolopp | 40.40   | 16        |

Herrar
| Cyklist             | Gren                | Tid     | Placering |
| ------------------- | ------------------- | ------- | --------- |
| Lars Boom           | Herrarnas linjelopp | 5:46.05 | 11        |
| Lars Boom           | Herrarnas tempolopp | 55.29   | 22        |
| Robert Gesink       | Herrarnas linjelopp | 5:46.05 | 23        |
| Sebastian Langeveld | Herrarnas linjelopp | 5:46.37 | 74        |
| Niki Terpstra       | Herrarnas linjelopp | 5:46.37 | 82        |
| Lieuwe Westra       | Herrarnas linjelopp | 5:46.47 | 97        |
| Lieuwe Westra       | Herrarnas tempolopp | 54.19   | 11        |

### Bana
Sprint
| Cyklist                      | Gren               | Kvalifikation        | Kvalifikation | Omgång 1                         | Återkval 1                                | Omgång 2                         | Återkval 2                       | Kvartsfinaler                    | Semifinaler                      | Final                                                              | Final     |
| Cyklist                      | Gren               | Tid Hastighet (km/h) | Placering     | Motståndare Tid Hastighet (km/h) | Motståndare Tid Hastighet (km/h)          | Motståndare Tid Hastighet (km/h) | Motståndare Tid Hastighet (km/h) | Motståndare Tid Hastighet (km/h) | Motståndare Tid Hastighet (km/h) | Motståndare Tid Hastighet (km/h)                                   | Placering |
| ---------------------------- | ------------------ | -------------------- | ------------- | -------------------------------- | ----------------------------------------- | -------------------------------- | -------------------------------- | -------------------------------- | -------------------------------- | ------------------------------------------------------------------ | --------- |
| Willy Kanis                  | Damernas sprint    | 11.322 63.593        | 11            | Krupeckaitė (LTU) L              | Cueff (FRA) Larreal (VEN) W 11.643 61.839 | Pendleton (GBR) L                | Shulika (UKR) Lee W S (HKG) L    | Gick inte vidare                 | Gick inte vidare                 | 9:e plats-final Lee W S (HKG) Sullivan (CAN) Hansen (NZL) W 11.852 | 9         |
| Yvonne Hijgenaar Willy Kanis | Damernas lagsprint | 33.253 0OR0 54.130   | 5 Q           | i.u.                             | i.u.                                      | i.u.                             | i.u.                             | Australien L 33.090 54.397       | i.u.                             | Gick inte vidare                                                   | 5         |

Keirin
| Cyklist     | Gren             | 1:a omgången | Återkval  | 2:a omgången | Final     |
| Cyklist     | Gren             | Placering    | Placering | Placering    | Placering |
| ----------- | ---------------- | ------------ | --------- | ------------ | --------- |
| Willy Kanis | Damernas keirin  | 6 R          | 2 Q       | 4            | 12        |
| Teun Mulder | Herrarnas keirin | 2 Q          | bye       | 3 Q          | 3         |

Förföljelse
| Cyklist                                                                   | Gren                     | Kvalomgång | Kvalomgång | Semifinaler          | Semifinaler | Final                  | Final     |
| Cyklist                                                                   | Gren                     | Tid        | Placering  | Motståndare Resultat | Placering   | Motståndare Resultat   | Placering |
| ------------------------------------------------------------------------- | ------------------------ | ---------- | ---------- | -------------------- | ----------- | ---------------------- | --------- |
| Vera Koedooder Amy Pieters Ellen van Dijk Kirsten Wild                    | Damernas lagförföljelse  | 3.21,602   | 6 Q        | Tyskland W 3.20,013  | 6 Q         | Nya Zeeland L 3.23,256 | 6         |
| Levi Heimans Jenning Huizenga Wim Stroetinga Tim Veldt Michael Vingerling | Herrarnas lagförföljelse | 4.03,818   | 8 Q        | Ryssland L 4.04,029  | 7 Q         | Colombia W 4.04,569    | 7         |

Omnium
| Cyklist      | Gren            | Flygande varv | Flygande varv | Poänglopp | Poänglopp | Elimineringslopp | Individuell förföljelse | Individuell förföljelse | Scratch   | Tidskval | Tidskval  | Totalpoäng | Placering |
| Cyklist      | Gren            | Tid           | Placering     | Poäng     | Placering | Placering        | Tid                     | Placering               | Placering | Tid      | Placering | Totalpoäng | Placering |
| ------------ | --------------- | ------------- | ------------- | --------- | --------- | ---------------- | ----------------------- | ----------------------- | --------- | -------- | --------- | ---------- | --------- |
| Kirsten Wild | Damernas omnium | 14,335        | 4             | 2         | 16        | 5                | 3.39,741                | 6                       | 4         | 37,152   | 15        | 50         | 6         |

### Mountainbike
| Cyklist            | Gren                  | Tid     | Placering |
| ------------------ | --------------------- | ------- | --------- |
| Rudi van Houts     | Herrarnas terränglopp | 1:32.53 | 17        |
| Michael Vingerling | Herrarnas terränglopp | DNS     | DNS       |

### BMX
| Cyklist               | Gren          | Seedning | Seedning  | Kvartsfinal | Kvartsfinal | Semifinal        | Semifinal        | Final            | Final            |
| Cyklist               | Gren          | Resultat | Placering | Poäng       | Placering   | Poäng            | Placering        | Resultat         | Placering        |
| --------------------- | ------------- | -------- | --------- | ----------- | ----------- | ---------------- | ---------------- | ---------------- | ---------------- |
| Raymon van der Biezen | Herrarnas BMX | 37,779   | 1         | 3           | 1 Q         | 8                | 2 Q              | 38,492           | 4                |
| Twan van Gendt        | Herrarnas BMX | 38,339   | 3         | 7           | 1 Q         | 8                | 2 Q              | 44,744           | 5                |
| Jelle van Gorkom      | Herrarnas BMX | 39,529   | 21        | 31          | 7           | Gick inte vidare | Gick inte vidare | Gick inte vidare | Gick inte vidare |
| Laura Smulders        | Damernas BMX  | 39,420   | 6         | i.u.        | i.u.        | 11               | 3 Q              | 38,231           | 3                |

## Friidrott
Nederländerna deltog med 25 deltagare i den olympiska friidrottstävlingen.
Förkortningar
- Notera – Placeringar gäller endast den tävlandes eget heat
- Q = Kvalificerade sig till nästa omgång via placering
- q = Kvalificerade sig på tid eller, i fältgrenarna, på placering utan att ha nått kvalgränsen
- NR = Nationellt rekord
- N/A = Omgången inte möjlig i grenen
- Bye = Idrottaren behövde inte delta i omgången

Damer
Bana och väg
| Idrottare                                                                              | Event     | Heat     | Heat      | Semifinal        | Semifinal        | Final            | Final            |
| Idrottare                                                                              | Event     | Resultat | Placering | Resultat         | Placering        | Resultat         | Placering        |
| -------------------------------------------------------------------------------------- | --------- | -------- | --------- | ---------------- | ---------------- | ---------------- | ---------------- |
| Hilda Kibet                                                                            | Maraton   | i.u.     | i.u.      | i.u.             | i.u.             | 2:28.52          | 24               |
| Lornah Kiplagat                                                                        | Maraton   | i.u.     | i.u.      | i.u.             | i.u.             | DNF              | DNF              |
| Dafne Schippers                                                                        | 200 m     | DNF      | DNF       | Gick inte vidare | Gick inte vidare | Gick inte vidare | Gick inte vidare |
| Esther Akihary Marit Dopheide Eva Lubbers Jamile Samuel Dafne Schippers Kadene Vassell | 4 x 100 m | 42,45    | 3 Q       | i.u.             | i.u.             | 42,70            | 6                |

Fältgrenar
| Idrottare      | Gren           | Kval  | Kval      | Final            | Final            |
| Idrottare      | Gren           | Längd | Placering | Längd            | Placering        |
| -------------- | -------------- | ----- | --------- | ---------------- | ---------------- |
| Monique Jansen | Diskuskastning | 57,50 | 31        | Gick inte vidare | Gick inte vidare |

Kombinerade grenar – sjukamp
| Idrottare       | Gren     | 100H  | HJ   | SP    | 200 m | LJ   | JT    | 800 m   | Final | Placering |
| --------------- | -------- | ----- | ---- | ----- | ----- | ---- | ----- | ------- | ----- | --------- |
| Nadine Broersen | Resultat | 13,64 | 1,86 | 13,57 | 25,13 | 5,94 | 51,98 | 2.16,98 | 6319  | 12        |
| Nadine Broersen | Poäng    | 1030  | 1054 | 765   | 875   | 831  | 899   | 865     | 6319  | 12        |
| Dafne Schippers | Resultat | 13,48 | 1,80 | 13,67 | 22,83 | 6,28 | 36,63 | 2.15,52 | 6324  | 11        |
| Dafne Schippers | Poäng    | 1053  | 978  | 772   | 1096  | 937  | 603   | 885     | 6324  | 11        |

Herrar
Bana och väg
| Idrottare                                                                                      | Gren       | Heat     | Heat      | Semifinal | Semifinal | Kvartsfinal | Kvartsfinal | Final            | Final            |
| Idrottare                                                                                      | Gren       | Resultat | Placering | Resultat  | Placering | Resultat    | Placering   | Resultat         | Placering        |
| ---------------------------------------------------------------------------------------------- | ---------- | -------- | --------- | --------- | --------- | ----------- | ----------- | ---------------- | ---------------- |
| Robert Lathouwers                                                                              | 800 m      | 1.46,06  | 2 Q       | i.u.      | i.u.      | 1.45,85     | 5           | Gick inte vidare | Gick inte vidare |
| Churandy Martina                                                                               | 100 m      | bye      | bye       | 10,20     | 3 Q       | 9,91        | 2 Q         | 9,94             | 6                |
| Churandy Martina                                                                               | 200 m      | 20,58    | 1 Q       | i.u.      | i.u.      | 20,17       | 1 Q         | 20,00            | 5                |
| Gregory Sedoc                                                                                  | 110 m häck | 13.52    | 3 Q       | i.u.      | i.u.      | DNF         | DNF         | Gick inte vidare | Gick inte vidare |
| Wouter Brus Giovanni Codrington Jerrel Feller Brian Mariano Churandy Martina Patrick van Luijk | 4 x 100 m  | 38,29    | 3 Q       | i.u.      | i.u.      | i.u.        | i.u.        | 38,39            | 6                |

Fältgrenar
| Idrottare    | Gren           | Kval  | Kval      | Final            | Final            |
| Idrottare    | Gren           | Längd | Placering | Längd            | Placering        |
| ------------ | -------------- | ----- | --------- | ---------------- | ---------------- |
| Erik Cadée   | Diskuskastning | 63,55 | 12 q      | 62,78            | 10               |
| Rutger Smith | Diskuskastning | 63,09 | 16        | Gick inte vidare | Gick inte vidare |
| Rutger Smith | Kulstötning    | 20,08 | 14        | Gick inte vidare | Gick inte vidare |

Kombinerade grenar – tiokamp
| Idrottare          | Gren     | 100 m | LJ   | SP    | HJ   | 400 m | 110H  | DT    | PV   | JT    | 1500 m  | Final | Placering |
| ------------------ | -------- | ----- | ---- | ----- | ---- | ----- | ----- | ----- | ---- | ----- | ------- | ----- | --------- |
| Eelco Sintnicolaas | Resultat | 10,85 | 7,37 | 14,18 | 1,93 | 48,85 | 14,43 | 32,26 | 5,30 | 58,82 | 4.31,17 | 8034  | 11        |
| Eelco Sintnicolaas | Poäng    | 894   | 903  | 739   | 740  | 868   | 920   | 509   | 1004 | 720   | 737     | 8034  | 11        |
| Ingmar Vos         | Resultat | 10,98 | 7,27 | 13,77 | 1,96 | 49,62 | 14,61 | 42,26 | 4,50 | 61,60 | 4.50,01 | 7805  | 21        |
| Ingmar Vos         | Poäng    | 865   | 878  | 714   | 767  | 832   | 897   | 711   | 760  | 762   | 619     | 7805  | 21        |

## Fäktning
Herrar
| Idrottare     | Gren                | Omgång 1                | Omgång 2             | Omgång 3          | Kvartsfinal       | Semifinal         | Final / BM        | Final / BM |
| Idrottare     | Gren                | Motståndare Poäng       | Motståndare Poäng    | Motståndare Poäng | Motståndare Poäng | Motståndare Poäng | Motståndare Poäng | Placering  |
| ------------- | ------------------- | ----------------------- | -------------------- | ----------------- | ----------------- | ----------------- | ----------------- | ---------- |
| Bas Verwijlen | Värja, individuellt | Schwantes (BRA) W 15–10 | Fiedler (GER) L 8–15 | Gick inte vidare  | Gick inte vidare  | Gick inte vidare  | Gick inte vidare  |            |

## Gymnastik

### Artistisk
Damer
| Idrottare         | Gren     | Kval    | Kval    | Kval    | Kval    | Kval   | Kval      | Final   | Final   | Final   | Final   | Final  | Final     |
| Idrottare         | Gren     | Redskap | Redskap | Redskap | Redskap | Totalt | Placering | Redskap | Redskap | Redskap | Redskap | Totalt | Placering |
| Idrottare         | Gren     | F       | V       | UB      | BB      | Totalt | Placering | F       | V       | UB      | BB      | Totalt | Placering |
| ----------------- | -------- | ------- | ------- | ------- | ------- | ------ | --------- | ------- | ------- | ------- | ------- | ------ | --------- |
| Céline van Gerner | Mångkamp | 12.966  | 13.700  | 14.866  | 14.100  | 55.632 | 19 Q      | 14.000  | 14.133  | 14.966  | 14.133  | 57.232 | 12        |

Herrar
| Idrottare       | Gren | Kval    | Kval    | Kval    | Kval    | Kval    | Kval    | Kval   | Kval      | Final            | Final            | Final            | Final            | Final            | Final            | Final            | Final            |
| Idrottare       | Gren | Redskap | Redskap | Redskap | Redskap | Redskap | Redskap | Totalt | Placering | Redskap          | Redskap          | Redskap          | Redskap          | Redskap          | Redskap          | Totalt           | Placering        |
| Idrottare       | Gren | F       | PH      | R       | V       | PB      | HB      | Totalt | Placering | F                | PH               | R                | V                | PB               | HB               | Totalt           | Placering        |
| --------------- | ---- | ------- | ------- | ------- | ------- | ------- | ------- | ------ | --------- | ---------------- | ---------------- | ---------------- | ---------------- | ---------------- | ---------------- | ---------------- | ---------------- |
| Epke Zonderland | Barr | i.u.    | i.u.    | i.u.    | i.u.    | 15.133  | i.u.    | 15.133 | 18        | Gick inte vidare | Gick inte vidare | Gick inte vidare | Gick inte vidare | Gick inte vidare | Gick inte vidare | Gick inte vidare | Gick inte vidare |
| Epke Zonderland | Räck | i.u.    | i.u.    | i.u.    | i.u.    | i.u.    | 15.966  | 15.966 | 1 Q       | i.u.             | i.u.             | i.u.             | i.u.             | i.u.             | 16.533           | 16.533           | 1                |

### Trampolin
| Idrottare   | Gren  | Kval   | Kval      | Final            | Final            |
| Idrottare   | Gren  | Poäng  | Placering | Poäng            | Placering        |
| ----------- | ----- | ------ | --------- | ---------------- | ---------------- |
| Rea Lenders | Damer | 98.115 | 13        | Gick inte vidare | Gick inte vidare |

## Judo
Damer
| Idrottare              | Gren                     | Sextondelsfinal           | Åttondelsfinal                 | Kvartsfinal               | Semifinal            | Återkval                    | Bronsmatch               | Final                | Final            |
| Idrottare              | Gren                     | Motståndare Resultat      | Motståndare Resultat           | Motståndare Resultat      | Motståndare Resultat | Motståndare Resultat        | Motståndare Resultat     | Motståndare Resultat | Placering        |
| ---------------------- | ------------------------ | ------------------------- | ------------------------------ | ------------------------- | -------------------- | --------------------------- | ------------------------ | -------------------- | ---------------- |
| Birgit Ente            | Extra lättvikt (-48 kg)  | Bye                       | Csernoviczki (HUN) L 0001–0000 | Gick inte vidare          | Gick inte vidare     | Gick inte vidare            | Gick inte vidare         | Gick inte vidare     | Gick inte vidare |
| Elisabeth Willeboordse | Halv mellanvikt (-63 kg) | Chammas (LIB) W 0110–0000 | Nébié (BUR) W 0100–0000        | Xu L (CHN) L 0000–0100    | Gick inte vidare     | Ueno (JPN) L 0000–0001      | Gick inte vidare         | Gick inte vidare     | 7                |
| Edith Bosch            | Mellanvikt (-70 kg)      | Bye                       | Conway (GBR) W 0010–0001       | Thiele (GER) L 0000–0101  | Gick inte vidare     | Tachimoto (JPN) W 0011–0002 | Hwang (KOR) W 0011–0011  | Gick inte vidare     | 3                |
| Marhinde Verkerk       | Halv tungvikt (-78 kg)   | Bye                       | Ogata (JPN) W 0110–0020        | Gibbons (GBR) L 0000–0100 | Gick inte vidare     | Yang (CHN) W 0000–0000      | Aguiar (BRA) L 0000–1000 | Gick inte vidare     | 5                |

Herrar
| Idrottare        | Gren                     | 32-delsfinal         | Sextondelsfinal             | Åttondelsfinal             | Kvartsfinal               | Semifinal                | Återkval                  | Bronsmatch                   | Final                | Final            |
| Idrottare        | Gren                     | Motståndare Resultat | Motståndare Resultat        | Motståndare Resultat       | Motståndare Resultat      | Motståndare Resultat     | Motståndare Resultat      | Motståndare Resultat         | Motståndare Resultat | Placering        |
| ---------------- | ------------------------ | -------------------- | --------------------------- | -------------------------- | ------------------------- | ------------------------ | ------------------------- | ---------------------------- | -------------------- | ---------------- |
| Jeroen Mooren    | Extra lättvikt (-60 kg)  | Bye                  | Arshansky (ISR) L 0001–0001 | Gick inte vidare           | Gick inte vidare          | Gick inte vidare         | Gick inte vidare          | Gick inte vidare             | Gick inte vidare     | Gick inte vidare |
| Dex Elmont       | Lättvikt (-73 kg)        | Bye                  | Nartey (GHA) W 1110–0003    | Mendonça (BRA) W 0011–0002 | Legrand (FRA) W 1000–0000 | Nakaya (JPN) L 0000–0001 | Bye                       | Sainjargal (MGL) L 0002–0011 | Gick inte vidare     | 5                |
| Guillaume Elmont | Halv mellanvikt (-81 kg) | Bye                  | Schmitt (FRA) L 0000–0001   | Gick inte vidare           | Gick inte vidare          | Gick inte vidare         | Gick inte vidare          | Gick inte vidare             | Gick inte vidare     | Gick inte vidare |
| Henk Grol        | Halv tungvikt (-100 kg)  | Bye                  | Dugasse (SEY) W 1010–0000   | Corrêa (BRA) W 0101–0003   | Peters (GER) L 0001–0100  | Gick inte vidare         | Krpálek (CZE) W 1010–0000 | Hwang H-t (KOR) W 0100–0000  | Gick inte vidare     | 3                |
| Luuk Verbij      | Tungvikt (+100 kg)       | Bye                  | Bor (HUN) L 0002–0010       | Gick inte vidare           | Gick inte vidare          | Gick inte vidare         | Gick inte vidare          | Gick inte vidare             | Gick inte vidare     | Gick inte vidare |

## Landhockey
Damer
Coach: Maximiliano Caldas
| 1. Joyce Sombroek (GK) 2. Kitty van Male 3. Willemijn Bos^ 4. Carlien Dirkse van den Heuvel 5. Kelly Jonker 6. Maartje Goderie 7. Lidewij Welten 8. Caia van Maasakker 9. Maartje Paumen (C) | 1. Naomi van As 2. Ellen Hoog 3. Sophie Polkamp 4. Kim Lammers 5. Eva de Goede 6. Marilyn Agliotti 7. Merel de Blaeij 8. Margot van Geffen |  |

Reserver:
- Floortje Engels (GK)
- Marieke Veenhoven-Mattheussens

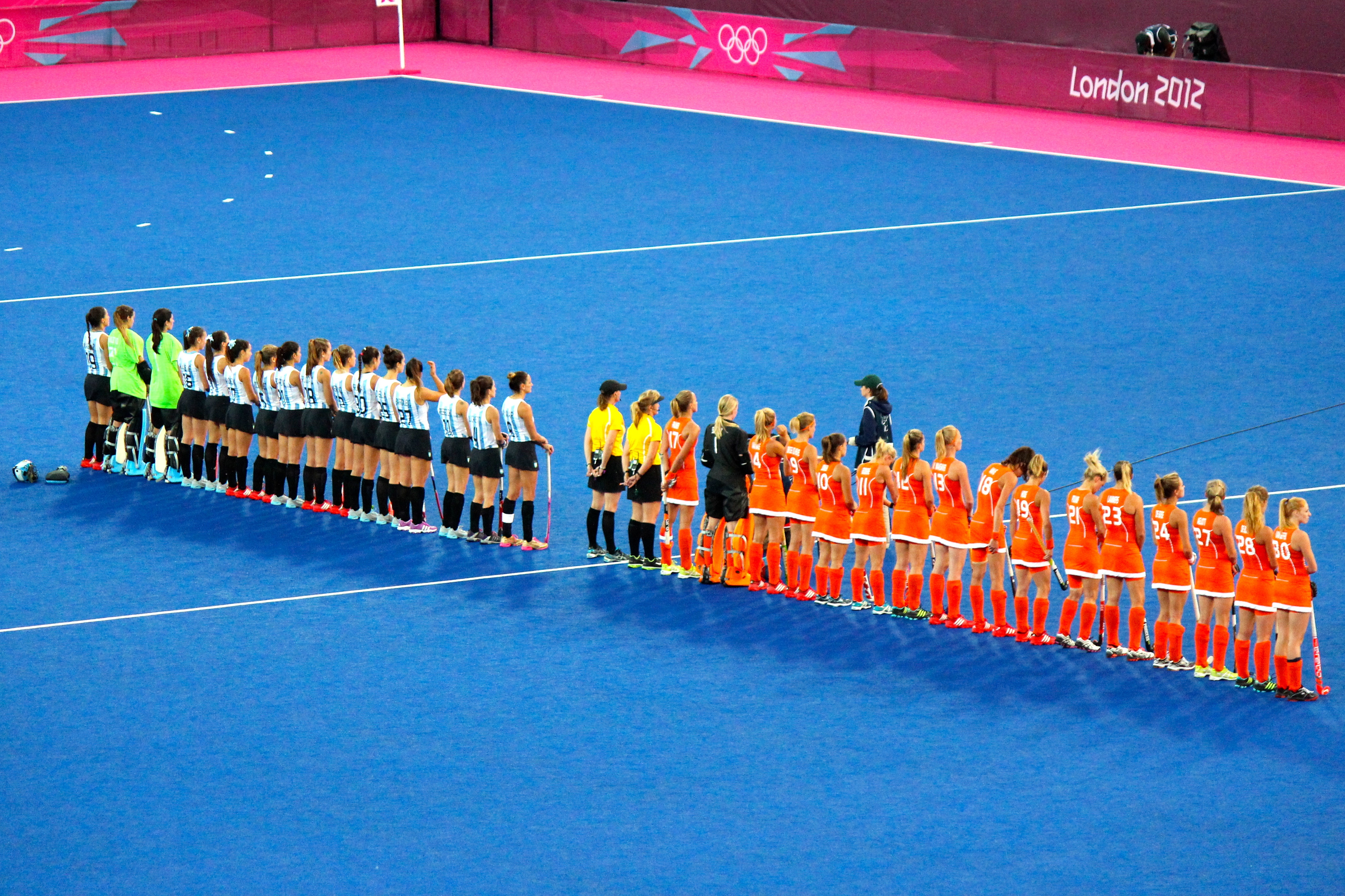
Nederländernas damlag (i orange) före finalen mot Argentina

^ Willemijn Bos skadades under en vänskapsmatch.
Gruppspel
| Nr | Lag            | S | V | O | F | GM | IM | MS | P  |
| -- | -------------- | - | - | - | - | -- | -- | -- | -- |
| 1  | Nederländerna  | 5 | 5 | 0 | 0 | 12 | 5  | +7 | 15 |
| 2  | Storbritannien | 5 | 3 | 0 | 2 | 14 | 7  | +7 | 9  |
| 3  | Kina           | 5 | 2 | 1 | 2 | 6  | 3  | +3 | 7  |
| 4  | Sydkorea       | 5 | 2 | 0 | 3 | 7  | 12 | −5 | 6  |
| 5  | Japan          | 5 | 1 | 1 | 3 | 4  | 9  | −5 | 4  |
| 6  | Belgien        | 5 | 0 | 2 | 3 | 2  | 10 | −8 | 2  |

Slutspel
|  | Semifinaler            | Semifinaler    |   |                 | Final           | Final |  |
|  |                        |                |   |                 |                 |       |  |
|  | 8 augusti 2012         |                |   |                 |                 |       |  |
|  | Nederländerna (p.s.o.) | 2 (3)          |   |                 |                 |       |  |
|  | Nya Zeeland            | 2 (1)          |   |                 |                 |       |  |
|  |                        |                |   |                 |                 |       |  |
|  |                        |                |   |                 | 10 augusti 2012 |       |  |
|  |                        |                |   |                 | Nederländerna   | 2     |  |
|  |                        | Argentina      | 0 |                 |                 |       |  |
|  |                        |                |   |                 |                 |       |  |
|  |                        |                |   |                 |                 |       |  |
|  |                        |                |   |                 | Bronsmatch      |       |  |
|  | 8 augusti 2012         | 8 augusti 2012 |   | 10 augusti 2012 | 10 augusti 2012 |       |  |
|  | Argentina              | 2              |   | Nya Zeeland     | 1               |       |  |
|  | Storbritannien         | 1              |   |                 | Storbritannien  | 3     |  |

Herrar
Coach: Paul van Ass
| 1. Jaap Stockmann (GK) 2. Tim Jenniskens 3. Klaas Vermeulen 4. Marcel Balkestein 5. Wouter Jolie 6. Billy Bakker 7. Roderick Weusthof 8. Robbert Kemperman 9. Sander Baart | 1. Teun de Nooijer 2. Floris Evers (C) 3. Bob de Voogd 4. Sander de Wijn 5. Rogier Hofman 6. Robert van der Horst 7. Valentin Verga 8. Mink van der Weerden |

Reserver:
- Pirmin Blaak (GK)

Gruppspel
| Nr | Lag           | S | V | O | F | GM | IM | MS  | P  |
| -- | ------------- | - | - | - | - | -- | -- | --- | -- |
| 1  | Nederländerna | 5 | 5 | 0 | 0 | 18 | 7  | +11 | 15 |
| 2  | Tyskland      | 5 | 3 | 1 | 1 | 14 | 11 | +3  | 10 |
| 3  | Belgien       | 5 | 2 | 1 | 2 | 8  | 7  | +1  | 7  |
| 4  | Sydkorea      | 5 | 2 | 0 | 3 | 9  | 8  | +1  | 6  |
| 5  | Nya Zeeland   | 5 | 1 | 2 | 2 | 10 | 14 | −4  | 5  |
| 6  | Indien        | 5 | 0 | 0 | 5 | 6  | 18 | −12 | 0  |

Slutspel
|  | Semifinaler    | Semifinaler    |   |                 | Final           | Final |  |
|  |                |                |   |                 |                 |       |  |
|  | 9 augusti 2012 |                |   |                 |                 |       |  |
|  | Australien     | 2              |   |                 |                 |       |  |
|  | Tyskland       | 4              |   |                 |                 |       |  |
|  |                |                |   |                 |                 |       |  |
|  |                |                |   |                 | 11 augusti 2012 |       |  |
|  |                |                |   |                 | Tyskland        | 2     |  |
|  |                | Nederländerna  | 1 |                 |                 |       |  |
|  |                |                |   |                 |                 |       |  |
|  |                |                |   |                 |                 |       |  |
|  |                |                |   |                 | Bronsmatch      |       |  |
|  | 9 augusti 2012 | 9 augusti 2012 |   | 11 augusti 2012 | 11 augusti 2012 |       |  |
|  | Nederländerna  | 9              |   | Australien      | 3               |       |  |
|  | Storbritannien | 2              |   |                 | Storbritannien  | 1     |  |

## Ridsport

### Dressyr
| Ryttare              | Häst       | Grand Prix | Grand Prix | Grand Prix Special | Grand Prix Special | Grand Prix Freestyle | Grand Prix Freestyle | Placering |
| Ryttare              | Häst       | Poäng      | Placering  | Poäng              | Placering          | Poäng                | Placering            | Placering |
| -------------------- | ---------- | ---------- | ---------- | ------------------ | ------------------ | -------------------- | -------------------- | --------- |
| Adelinde Cornelissen | Parzival   | 81,687     | 2          | 81,968             | 2                  | 88,196               | 2                    | 2         |
| Anky van Grunsven    | Salinero   | 73,343     | 16         | 74,794             | 12                 | 82                   | 6                    | 6         |
| Edward Gal           | Undercover | 75,395     | 11         | 75,556             | 10                 | 80,267               | 9                    | 9         |
| Patrick van der Meer | Uzzo       | 70,912     | 25         | 67,444             | 32                 | Ej kvalificerad      | Ej kvalificerad      | 32        |

| Ryttare                                           | Häst     | Grand Prix | Grand Prix | Grand Prix Special | Grand Prix Special | Placering |
| Ryttare                                           | Häst     | Poäng      | Placering  | Poäng              | Total poäng        | Placering |
| ------------------------------------------------- | -------- | ---------- | ---------- | ------------------ | ------------------ | --------- |
| Anky van Grunsven Edward Gal Adelinde Cornelissen | som ovan | 76,809     | 3          | 77,439             | 77,124             | 3         |

### Fälttävlan
| Tävlande                             | Häst              | Gren        | Dressyr | Dressyr   | Terrängbana | Terrängbana | Hoppning  | Hoppning  | Hoppning        | Hoppning        | Totalt | Totalt    |
| Tävlande                             | Häst              | Gren        | Dressyr | Dressyr   | Terrängbana | Terrängbana | Kval      | Kval      | Final           | Final           | Totalt | Totalt    |
| Tävlande                             | Häst              | Gren        | Straff  | Placering | Straff      | Placering   | Straff    | Placering | Straff          | Placering       | Straff | Placering |
| ------------------------------------ | ----------------- | ----------- | ------- | --------- | ----------- | ----------- | --------- | --------- | --------------- | --------------- | ------ | --------- |
| Andrew Heffernan                     | Millthyne Corolla | Individuell | 50,6    | 34        | 12,4        | 32          | 12        | 33        | ej kvalificerad | ej kvalificerad | 75     | 33        |
| Tim Lips                             | Oncarlos          | Individuell | 51,7    | 39        | 22          | 39          | 13        | 38        | ej kvalificerad | ej kvalificerad | 86,7   | 38        |
| Elaine Pen                           | Vira              | Individuell | 52,2    | 43        | Utesluten   | Utesluten   | Utesluten | Utesluten | Utesluten       | Utesluten       |        | —         |
| Andrew Heffernan Tim Lips Elaine Pen | som ovan          | Lag         | 154,5   | 12        | 1136,7      | 11          | 1161,7    | 11        | i.u.            | i.u.            | 1161,7 | 11        |

### Hoppning
| Tävlande               | Häst   | Kvalifikation | Kvalifikation | Kvalifikation | Kvalifikation | Kvalifikation | Kvalifikation | Kvalifikation | Kvalifikation | Final           | Final           | Final           | Final           | Final           | Final           | Final           | Final           | Total     |
| Tävlande               | Häst   | Runda 1       | Runda 1       | Runda 2       | Runda 2       | Runda 2       | Runda 3       | Runda 3       | Runda 3       | Runda A         | Runda A         | Runda B         | Runda B         | Runda B         | Jump off        | Jump off        | Jump off        | Total     |
| Tävlande               | Häst   | Straff        | Placering     | Straff        | Total         | Placering     | Straff        | Total         | Placering     | Straff          | Placering       | Straff          | Totalt          | Placering       | Straff          | Tid             | Placering       | Placering |
| ---------------------- | ------ | ------------- | ------------- | ------------- | ------------- | ------------- | ------------- | ------------- | ------------- | --------------- | --------------- | --------------- | --------------- | --------------- | --------------- | --------------- | --------------- | --------- |
| Jur Vrieling           | Bubalu | 0             | 1             | 8             | 8             | 31            | 8             | 16            | 33            | Ej kvalificerad | Ej kvalificerad | Ej kvalificerad | Ej kvalificerad | Ej kvalificerad | Ej kvalificerad | Ej kvalificerad | Ej kvalificerad | 33        |
| Maikel Van Der Vleuten | Verdi  | 0             | 1             | 0             | 0             | 1             | 0             | 0             | 1             | Utgick          | Utgick          | Utgick          | Utgick          | Utgick          | Utgick          | Utgick          | Utgick          | —         |
| Marc Houtzager         | Tamino | 0             | 1             | 0             | 0             | 1             | 0             | 0             | 1             | 4               | 11              | 4               | 8               | 9               | i.u.            | i.u.            | i.u.            | 9         |
| Gerco Schröder         | London | 0             | 1             | 4             | 4             | 17            | 4             | 8             | 11            | 1               | 7               | 0               | 1               | 2               | 0               | 49,79           | 2               | 2         |

| Tävlande                                                          | Häst     | Runda 1 | Runda 1   | Runda 2 | Runda 2   | Jump off | Jump off  | Placering |
| Tävlande                                                          | Häst     | Straff  | Placering | Straff  | Placering | Straff   | Placering | Placering |
| ----------------------------------------------------------------- | -------- | ------- | --------- | ------- | --------- | -------- | --------- | --------- |
| Jur Vrieling Maikel Van Der Vleuten Marc Houtzager Gerco Schroder | som ovan | 4       | 2         | 4       | 1         | 12       | 2         | 2         |

## Rodd
Damer
| Idrottare | Gren                    | Heat    | Heat      | Återkval | Återkval  | Semifinal | Semifinal | Final   | Final     | Final |
| Idrottare | Gren                    | Tid     | Placering | Tid      | Placering | Tid       | Placering | Tid     | Placering |       |
| --- | ----------------------- | ------- | --------- | -------- | --------- | --------- | --------- | ------- | --------- | ----- |
| Elisabeth Hogerwerf Inge Janssen | Dubbelsculler           | 7.00,10 | 4 R       | 7.19,80  | 5 FB      | i.u.      | i.u.      | 7.29,57 | 8         |       |
| Maaike Head Rianne Sigmund | Lättvikts-dubbelsculler | 7.10,49 | 4 R       | 7.19,26  | 1 SA/B    | 7.19,31   | 5 FB      | 7.20,36 | 8         |       |
| Chantal Achterberg Claudia Belderbos Carline Bouw Sytske de Groot Annemiek de Haan Nienke Kingma Anne Schellekens (cox) Roline Repelaer van Driel Jacobine Veenhoven | Åtta med styrman        | 6.18,98 | 3 R       | 6.15,36  | 1 FA      | i.u.      | i.u.      | 6:13,12 | 3         |       |

Herrar
| Idrottare | Gren                        | Heat    | Heat      | Återkval | Återkval  | Semifinal | Semifinal | Final   | Final     | Final |
| Idrottare | Gren                        | Tid     | Placering | Tid      | Placering | Tid       | Placering | Tid     | Placering |       |
| --- | --------------------------- | ------- | --------- | -------- | --------- | --------- | --------- | ------- | --------- | ----- |
| Meindert Klem Nanne Sluis | Tvåa utan styrman           | 6.25,90 | 3 SA/B    | bye      | bye       | 7.13,77   | 6 FB      | 7.05,12 | 11        |       |
| Kaj Hendriks Ruben Knab Boaz Meylink Mechiel Versluis                                                                                               | Fyra utan styrman           | 5.55,99 | 2 SA/B    | bye      | bye       | 6.03,71   | 5 FA      | 6.14,78 | 5         |       |
| Tim Heijbrock Roeland Lievens Tycho Muda Vincent Muda                                                                                               | Lättvikts-fyra utan styrman | 5.52,47 | 2 SA/B    | bye      | bye       | 6.01,37   | 5 FA      | 6.11,39 | 6         |       |
| Rogier Blink Roel Braas Sjoerd Hamburger Jozef Klaassen Olivier Siegelaar Diederik Simon Mitchel Steenman Matthijs Vellenga Peter Wiersum (styrman) | Åtta med styrman            | 5.28,99 | 3 R       | 5.27,98  | 3 FA      | i.u.      | i.u.      | 5.51,72 | 5         |       |

## Segling
Damer
| Seglare                       | Gren         | Lopp | Lopp | Lopp | Lopp | Lopp | Lopp | Lopp | Lopp | Lopp | Lopp | Lopp | Summerad poäng | Finalplacering |
| Seglare                       | Gren         | 1    | 2    | 3    | 4    | 5    | 6    | 7    | 8    | 9    | 10   | M*   | Summerad poäng | Finalplacering |
| ----------------------------- | ------------ | ---- | ---- | ---- | ---- | ---- | ---- | ---- | ---- | ---- | ---- | ---- | -------------- | -------------- |
| Marit Bouwmeester             | Laser radial | 6    | 3    | 4    | 5    | 6    | 1    | 4    | 3    | 6    | 1    | 4    | 37             | 2              |
| Lobke Berkhout Lisa Westerhof | 470          | 1    | 8    | 6    | 4    | 2    | 18   | 4    | 3    | 20   | 6    | 12   | 64             | 3              |

M = Medaljlopp; EL = Eliminerad – gick inte vidare till medaljloppet;
Herrar
| Seglare                  | Gren      | Lopp | Lopp | Lopp | Lopp | Lopp | Lopp | Lopp | Lopp | Lopp | Lopp   | Lopp | Summerad poäng | Finalplacering |
| Seglare                  | Gren      | 1    | 2    | 3    | 4    | 5    | 6    | 7    | 8    | 9    | 10     | M*   | Summerad poäng | Finalplacering |
| ------------------------ | --------- | ---- | ---- | ---- | ---- | ---- | ---- | ---- | ---- | ---- | ------ | ---- | -------------- | -------------- |
| Dorian van Rijsselberghe | RS:X      | 1    | 1    | 1    | 3    | 1    | 2    | 1    | 2    | 1    | 39 DNF | 2    | 15             | 1              |
| Rutger van Schaardenburg | Laser     | 33   | 11   | 14   | 7    | 11   | 14   | 26   | 5    | 19   | 23     | EL   | 130            | 14             |
| Pieter-Jan Postma        | Finnjolle | 5    | 10   | 3    | 4    | 20   | 13   | 2    | 2    | 1    | 2      | 10   | 52             | 4              |
| Kalle Coster Sven Coster | 470       | 8    | 5    | 19   | 7    | 21   | 24   | 9    | 22   | 6    | 8      | EL   | 105            | 12             |

M = Medaljlopp; EL = Eliminerad – gick inte vidare till medaljloppet;
Match racing
| Seglare                                            | Gren         | Inledande omgång | Inledande omgång | Inledande omgång | Inledande omgång | Inledande omgång | Inledande omgång | Inledande omgång | Inledande omgång | Inledande omgång | Inledande omgång | Inledande omgång | Placering | Utslagning         | Utslagning       | Utslagning       | Placering |
| Seglare                                            | Gren         | Nya Zeeland      | Ryssland         | Frankrike        | Finland          | Spanien          | Danmark          | Portugal         | Australien       | USA              | Storbritannien   | Sverige          | Placering | Kvartsfinal        | Semifinal        | Final            | Placering |
| -------------------------------------------------- | ------------ | ---------------- | ---------------- | ---------------- | ---------------- | ---------------- | ---------------- | ---------------- | ---------------- | ---------------- | ---------------- | ---------------- | --------- | ------------------ | ---------------- | ---------------- | --------- |
| Annemieke Bes Marcelien de Koning Renée Groeneveld | Match racing | W                | L                | L                | W                | L                | L                | W                | L                | L                | W                | L                | 8 Q       | Australien L (1–3) | Gick inte vidare | Gick inte vidare | 8         |

## Simning
Inom simningen finns bestämda kvaltider i individuella grenar på bana, en Olympic Qualifying Time (OQT) vilken garanterar plats i grenen - dock som mest två simmare per nation per distans - och en Olympic Selection Time (OST) vilken inte garanterar deltagande. I lagkapper är de tolv bästa nationerna i varje gren vid världsmästerskapen 2011 kvalificerade. Ytterligare fyra platser per gren fördelas i juni 2012 baserat på uppnådda tider under kvalperioden.

## Taekwondo
| Idrottare    | Gren             | Åttondelsfinaler            | Kvartsfinaler        | Semifinaer           | Återkval             | Bronsmatch           | Final                | Final            |
| Idrottare    | Gren             | Motståndare Resultat        | Motståndare Resultat | Motståndare Resultat | Motståndare Resultat | Motståndare Resultat | Motståndare Resultat | Placering        |
| ------------ | ---------------- | --------------------------- | -------------------- | -------------------- | -------------------- | -------------------- | -------------------- | ---------------- |
| Tommy Mollet | Herrarnas −80 kg | Abdelrahman (EGY) W 9–8 SDP | Jeremjan (ARM) L 4–6 | Gick inte vidare     | Gick inte vidare     | Gick inte vidare     | Gick inte vidare     | Gick inte vidare |

## Tennis
| Spelare                       | Gren       | Omgång 1                 | Omgång 2                             | Åttondelsfinaler  | Kvartsfinaler     | Semifinaler       | Final / BM        | Final / BM       |
| Spelare                       | Gren       | Motståndare Poäng        | Motståndare Poäng                    | Motståndare Poäng | Motståndare Poäng | Motståndare Poäng | Motståndare Poäng | Placering        |
| ----------------------------- | ---------- | ------------------------ | ------------------------------------ | ----------------- | ----------------- | ----------------- | ----------------- | ---------------- |
| Robin Haase                   | Herrsingel | Gasquet (FRA) L 3–6, 3–6 | Gick inte vidare                     | Gick inte vidare  | Gick inte vidare  | Gick inte vidare  | Gick inte vidare  | Gick inte vidare |
| Robin Haase Jean-Julien Rojer | Herrdubbel | i.u.                     | Paes / Vardhan (IND) L 6–7, 6–4, 2–6 | Gick inte vidare  | Gick inte vidare  | Gick inte vidare  | Gick inte vidare  | Gick inte vidare |

## Triathlon
| Triathlet      | Gren               | Simning (1,5 km) | T1   | Cykling (40 km) | T2   | Löpning (10 km) | Total tid | Placering |
| -------------- | ------------------ | ---------------- | ---- | --------------- | ---- | --------------- | --------- | --------- |
| Maaike Caelers | Damernas triathlon | 20.49            | 0.44 | 1:09.41         | 0.36 | 35.03           | 2:06.53   | 41        |
| Rachel Klamer  | Damernas triathlon | 19.27            | 0.44 | 1:07.14         | 0.35 | 36.59           | 2:04.59   | 36        |

## Volleyboll
- Beachvolleyboll - 1 lag med 6 spelare